# Moa Bönnemark
Moa Bönnemark, née le 11 novembre 2003 à Malmö, est une joueuse professionnelle de squash représentant la Suède. Elle atteint en janvier 2024 la 205e place mondiale sur le circuit international, son meilleur classement. Elle remporte le championnat de Suède à six reprises consécutives entre 2019 et 2024.

## Biographie
Elle devient la plus jeune championne de Suède à l'âge de 15 ans et conserve ensuite son titre à cinq reprises. Elle étudie à l'Université Drexel de Philadelphie, aux États-Unis.

## Palmarès

### Titres
- Championnats de Suède : 6 titres (2019-2024)